# 米切爾鎮區 (堪薩斯州尼馬哈縣)
米切爾鎮區（英語：Mitchell Township）為美國堪薩斯州尼馬哈縣轄下的鎮區。2010年美国人口普查中此鎮區人口有261人。

## 地理
米切爾鎮區涵蓋總面積為92.5平方（35.72平方英里），其中陸地面積為92.5平方（35.71平方英里），水域面積為0.026平方（0.01平方英里）或0.03%。海拔高度358（1,175英尺）。

## 人口統計
根據2010年美國人口普查，米切爾鎮區人口有261人，其中男性有135人，女性有126人，人口密度為每平方公里2.82人，住房計113戶。鎮區內的白人有258人，非裔美國人有1人，美洲原住民有0人，亞裔美國人有0人，太平洋島裔美國人有0人，其他種族有2人，混血種族則有0人。此外鎮區內有6人為西班牙裔或拉丁裔美國人。此鎮區之年齡中位數為45.5歲，而男性年齡中位數為47.5歲，女性年齡中位數為44.3歲。

## 交通

### 主要公路
- 63號堪薩斯州州道
- 187號堪薩斯州州道